# Honda NM4 Vultus
Die Honda NM4 Vultus ist ein vollverkleidetes Motorrad des japanischen Fahrzeugherstellers Honda. Der Cruiser wurde am 24. März 2014 auf der 30. Motorcycle Show in Osaka der Presse und ab dem 28. März der Öffentlichkeit auf der 41. Tokyo Motor Show als Designstudie präsentiert. Verkaufsstart war im Juni 2014. Die lateinische Verkaufsbezeichnung Vultus bedeutet Gesicht, Blick oder Mienenspiel. Der Modellcode NM4 steht für New Mid Four. Hergestellt wird die NM4 in Kumamato auf der Insel Kyūshū.

## Konzeption
Die NM4 liegt konzeptionell zwischen Maxiscooter und Motorrad (mittelschwerer Cruiser).

### Design
Inspiriert ist die Gestaltung durch das Manga bzw. Anime Akira. Entworfen wurde der Cruiser durch ein Team von 20- bis 30-jährigen Designern. Der Projektleiter Keita Mikura beschreibt die Gestaltung mit den Worten: 

“Our intention was to make something that makes every moment feel cinematic.”

„Unsere Absicht war etwas zu schaffen, das jeden Moment kinohaft macht.“

 Die facettenartigen Oberflächen geben der Vultus ein avantgardistisches Aussehen, das einem Tarnkappenflugzeug oder einem Lamborghini Aventador ähnelt. Das technoid-futuristische Design soll neue Zielgruppen ansprechen, laut Honda möchte man „junge, Social-Media-engagierte Stadtbewohner“ für das Motorrad begeistern.

## Konstruktion
Fahrgestell, Fahrwerk, Bremsanlage, Motor und Doppelkupplungsgetriebe stammen von der NC-Baureihe ab. Der Großroller Honda NC 750D Integra (RC71) dient als Basis für die Honda NM4 Vultus.

### Antrieb
Die NM4 wird von dem überarbeiteten Motor der NC750-Baureihe angetrieben. Der flüssigkeitsgekühlte Zweizylindermotor erzeugt aus 745 cm³ Hubraum eine Nennleistung von 40,3 kW (54,8 PS) und ein maximales Drehmoment von 68 Nm bei einer Drehzahl von 4.750/min. Die zwei Zylinder haben eine Bohrung von 77 mm Durchmesser. Der Kolbenhub des Langhubers beträgt 80 mm bei einem Verdichtungsverhältnis von 10,7:1. Zugrunde liegt der Motor aus dem Kleinwagen Honda Jazz, der auf zwei Zylinder reduziert und für den Einsatz in einem Motorrad optimiert wurde. Serienmäßig ist ein Doppelkupplungsgetriebe mit sechs Gängen verbaut.
Der Kraftstoffverbrauch im World Motorcycle Test Cycle (WMTC) liegt bei 3,5 Liter je 100 Kilometer. Der Kraftstofftank fasst 11,6 Liter.
Scheinwerfer, Rücklicht und Blinker sind in LED-Technik ausgeführt. Die Displays im Cockpit können in 25 unterschiedlichen Farben beleuchtet werden.
Die Vultus wird in zwei Versionen hergestellt, der NM4-01 in „Mat Ballistic Black Metallic“ (mattschwarz) und der NM4-02 in „Pearl Glare White“ (weiß) mit Seitenkoffern.

### Fahrwerk
Die NM4 hat einen Gitterrahmen in Diamantform aus Stahlrohren. Der Motor ist ein mittragendes Element. Das 18-Zoll-Vorderrad wird von einer Teleskopgabel mit 43 mm Standrohr-Durchmesser und 125 mm Federweg geführt. Der Lenkkopfwinkel beträgt 57 Grad, der Nachlauf 110 mm. Die Zulässige Gesamtmasse liegt bei 425 kg. Das 17-Zoll-Hinterrad ist an einer Zweiarmschwinge aus Aluminium gelagert, die von einem Zentralfederbein gedämpft wird.
Eine Scheibenbremse mit 320 mm Durchmesser am Vorderrad wird von einer Doppelkolbenbremszange verzögert. Am Hinterrad arbeitet eine Scheibenbremse mit 240 mm Durchmesser und Einkolbenzange. Die Bremsen werden durch ein serienmäßiges Antiblockiersystem unterstützt.

## Kritiken
„Die Federung ist weich und der Radstand mit 1645 mm ziemlich lange geraten, was ein stabiles Fahrverhalten mit sich bringt, aber ein wenig zulasten der Wendigkeit geht. Ebenso ist die Schräglagenfreiheit begrenzt, und man lässt es bald sein mit rabiatem Kurvenwetzen, setzt die Füsse auf die bequemen Trittbretter und freut sich über die angenehme, bequeme und tiefe Sitzposition.“

„Andere Design-Unfälle aus der jüngeren Vergangenheit sind aufgrund anhaltender Erfolglosigkeit ziemlich schnell wieder aus dem Portfolio verschwunden. Wir erinnern uns nur an die Rune oder die DN-01. Beide sind kaum in Erinnerung geblieben. Und ob ausgerechnet die jungen Leute auf so ein abgefahrenes Design stehen und der NM4 Vultus zu einem Verkaufserfolg verhelfen, bleibt abzuwarten.“

“Sadly, the eye-catching bodywork is equally inefficient. Despite its width, the fairing protects neither hands nor legs fully and holds mirrors that show mostly the rider’s forearm. The low, non-adjustable screen merely generates loud turbulence. […] Honda deserves credit for encouraging its designers to create such a radical machine, and bringing it to production. But it’s difficult to see who, apart from affluent Batman fans, will buy it.”

„Leider ist die auffällige Karosserie relativ unpraktisch. Trotz ihrer Breite schützt die Verkleidung weder Hände noch Beine vollständig, und die Außenspiegel zeigen größtenteils nur die Unterarme des Fahrers. Das niedrige, nicht verstellbare Windschild erzeugt bloß laute Turbulenzen. […] Honda verdient Anerkennung dafür, seine Designer zu ermutigen eine solch radikale Maschine zu entwickeln und diese dann zu produzieren. Doch es fällt schwer zu erkennen, wer außer wohlhabende Batman-Fans sie kaufen soll.“